# Amager Strandvej
Amager Strandvej er en større vej, der går langs Amagers østlige kyst umiddelbart ud til Øresund. 
Vejen strækker sig over 5 km. fra Prags Boulevard i nord til Øresundsmotorvejen i syd. Langs vejen findes Amager Strandpark, Kastrup Fort, Femøren, Tiøren og Kastrup Strandpark. Amager Strandvej har en trafik på mellem 15.000 og 17.000 biler i døgnet (2008).